# Thomas Kent
Thomas Kent (iriska: Tomás Ceannt), född 29 augusti 1865, död 9 maj 1916, var en irländsk nationalist som ställdes inför krigsrätt och avrättades efter en eldstrid med Royal Irish Constabulary (RIC) den 2 maj 1916, i efterdyningarna av påskupproret.

## Påskupproret
Kent kom från en framstående nationalistisk familj som bodde i Bawnard House, Castlelyons, i grevskapet Cork. De var beredda att ta del i påskupproret, men när Eoin MacNeill sände ut kontraorder till mobiliseringen stannade de hemma istället. Upproret bröt dock ut i Dublin, och RIC sändes ut för att arrestera välkända sympatisörer runt hela ön, detta inkluderade kända medlemmar av Irländska republikanska brödraskapet, Sinn Féin, och Irländska volontärerna. Razzian av familjen Kents hem möttes dock av starkt motstånd från Thomas och hans bröder Richard, David och William.  En eldstrid varade i fyra timmar, i vilken en RIC-officer, överkonstapel William Rowe, dödades och David Kent sårades svårt. I slutändan tvingades Kent-bröderna att ge upp, Richard försökte dock att fly i sista minuten, men sårades dödligt.

## Rättegång och avrättning
Thomas och William Kent ställdes inför militärdomstol på anklagelsen av väpnad revolt. William friades, men Thomas dömdes till döden. David Kent fördes till Dublin där han dömdes till döden som skyldig för samma brott, men detta ändrades till straffvård i fem år. Thomas Kent arkebuserades i Cork den 9 maj 1916, den ende personen utanför Dublin som sköts för sin roll i händelserna runt påskveckan (Roger Casement hängdes för förräderi i London). Kent begravdes i Cork Prison.

## Statsbegravning
Taoiseach Enda Kenny erbjöd familjen Kent en statsbegravning av Thomas i början av 2015, vilket de tackade ja till.	Kents kvarlevor grävdes upp från Cork-fängelset i juni 2015 efter att ha varit begravda i 99 år.	
Statsbegravningen hölls den 18 september 2015 i St Nicholas kyrka i Castlelyons. Kent låg på lit de parade i Collins-barackerna i Cork dagen innan. Vid requiem-mässan deltog presidenten Michael D. Higgins, medan Enda Kenny höll begravningstalet.

## Minnesmärken

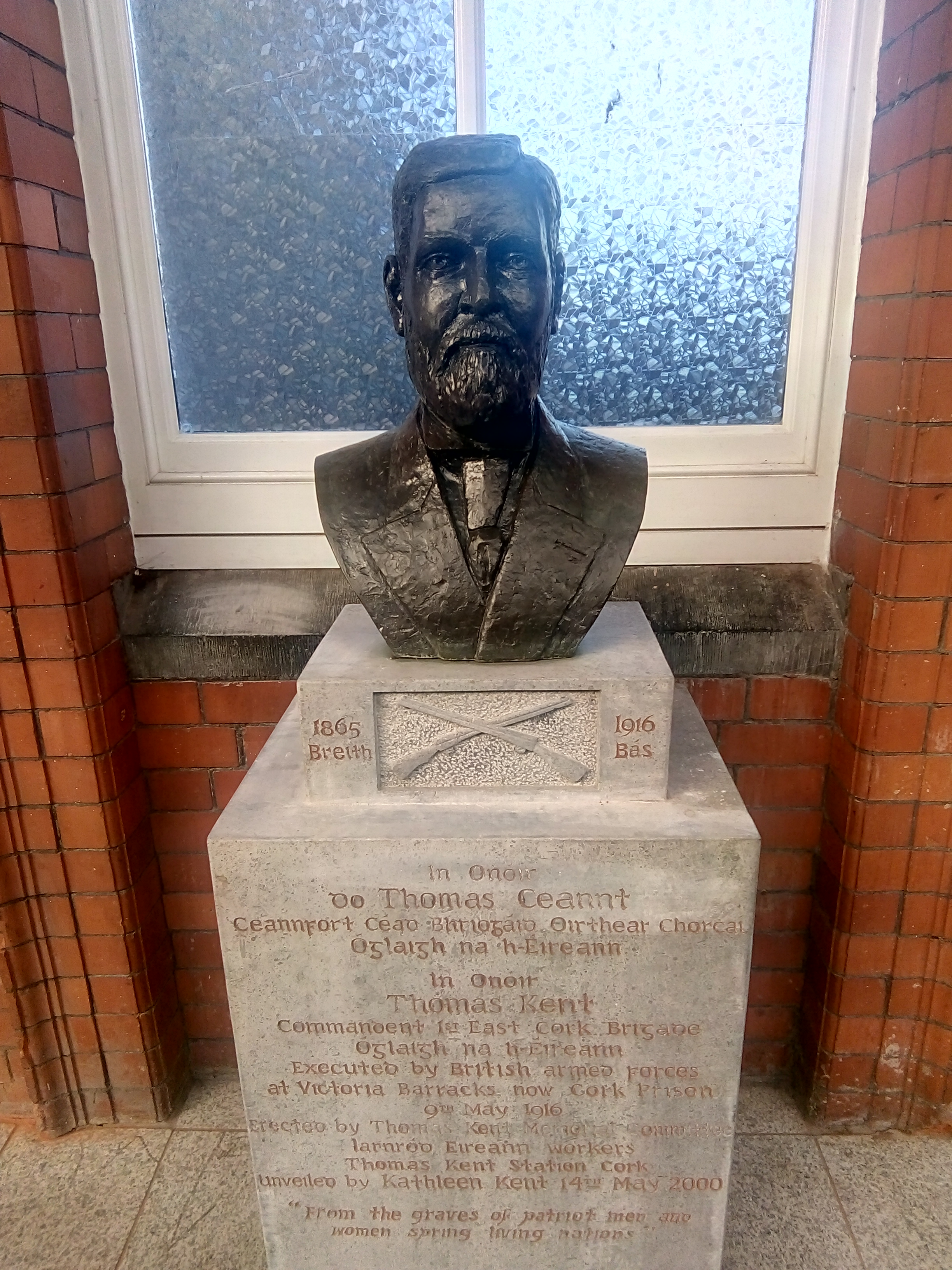
Byst föreställande Kent i Cork Kent järnvägsstation.

Centralstationen i Cork, Kent Station, fick sitt namn efter Thomas Kent år 1966.
Bron över Blackwaterfloden i Fermoy, Co. Cork, där Thomas Kent var fängslad efter att ha arresterats namngavs 2016 efter honom och hans bröder.